# Долинський Іван Миколайович
Іван Миколайович Долинський (25 липня 1921, Лібау, Манітоба — 1 серпня 2004) — український канадський поет, «поет канадських прерій», пише українською та англійською мовами.

## Біографічні відомості
На початку XX століття дід і батько Івана Миколайовича покинули буковинське село Погорілівка — та подалися до Канади в пошуках кращої долі: поселилися в Манітобі та заснували власну ферму, де й народився майбутній поет Іван, який, проживаючи на чужому й далекому континенті, не забув мови й традицій української сім’ї.
Працюючи з малих літ на сімейній фермі, Іван, хоч і відвідував англомовну школу, засвоїв рідну мову від діда й батька, котрі розмовляли, як згадував він пізніше, по-українському. У 1959 році вженився, виховав двох доньок. Згодом перейняв від батька фермерство, захоплювався і мисливством, і бджільництвом: його пасіка серед найбільших у Манітобі.

## Захоплення поезією
Перші поетичні спроби Долинського припадали на юнацькі роки — та плоди цього творчого доробку не виходили за межі учнівських. Проте в 70-х роках поет виходить назустріч слухачеві: пише вірші звичайною розмовною українською мовою, якою користувалисяся свідомі українські фермерській родини в Канаді. Хоч сам України не бачив, змалку чув багато про історичну батьківщину від діда, бабусі, та батька-матері. 

Усі свої враження і вимріяні образи він відображає у поезіях. У вірші «Як ви поживаєте, рідні?» зазначає:
| Як ви поживаєте, рідні, Моя незабутня родино? Думки мої завжди линуть, Як птахи, на Україну. | Тебе, моя люба Вкраїно, Ніколи в житті я не бачив, Я тільки оте пам'ятаю, Що дід мені тлумачив. |

З глибоким почуттям до батьківщини своїх батьків він переконливо заявляє:
| Можливо у дні недалекі Я працю свою покину І в день цей з Канади поїду Поглянути на Україну, | Де предки мої проживали, Де наша земля родима, Бо дуже хочу побачити Усе це своїми очима. |

Мрія Івана Долинського здійснилася: у 1992 відвідав Буковину, — точніш: батькове рідне село, Погорілівку, — де проживає сім’я двоюрідного його брата Зазеленчука Степана Івановича. Побував уперше в селі, якого ніколи не бачив у житті та про яке чув лише з розповідей рідних. Про незабутні враження, які залишилися у поета від зустрічі, пише він у вірші «Рідне коріння». 
| Приїхав онук із своєю дочкою Туди, де колись його рідні ходили, З тих пір проминуло вже майже 100 років, Як дід і бабуня ту землю лишили. Внук ходить, питає, не гаючи часу, Бо, знає, живуть вони десь в Україні. О, Боже великий, як тяжко забути Проросле у пам'яті рідне коріння. | Пошукував рідних старими шляхами, У пошуках їздив туди і сюди. Коли віднайшов він свою родину, То бризнули сльози, як бризки з води. Ця зустріч зігріла поета старого, Отак, що й словами не розказати. Він знав, що в далекій своїй хатині Йому уже легше буде умирати. |

Поезія І. Долинського — в основному фольклорного типу, типу народної, народженої у канадських преріях: цілком заслужено канадські українці прозвали його «українським народним поетом канадських прерій». Поезія Івана Долинського — це своєрідна мистецька енциклопедія життя та праці українських піонерів і їх сучасників у канадських преріях.
Першу збірку поета видано у 1983 році у Вінніпезі (Канада) під назвою «Луна з прерій». До неї увійшло 74 вірші, розміщені в розділах «Як прибули піонери у далеку Канаду», «Кому цвітеш ти так гарно, кому процвітаєш?», «Ой тяжко вас, гіркі мої мрії і думки, носити».
Вірші поета «Канадські піонери», «Пісня про бабусю», «Рідна хата», «Затужила сивенька голубка», «Мій рідний народ», «Туга» сповнені любові до рідних, до своєї праці, шани і поваги до перших українців у Канаді.
Погорілівчани досі згадують канадського поета з українським корінням, який залишив під час відвідин у подарунок свою збірку поезій «Луна з прерій».